# Черногорский, Мартин
Мартин Черногорский (чеш. Martin Černohorský, 31 августа 1923 — 9 февраля 2024) — чешский учёный-физик, преподаватель высшей школы. Профессор физики в Университете Масарика и первый ректор Силезского университета в Опаве.

## Биография
В 1942 году окончил Реформаторскую гимназию в Брно.
В 1945—1946 годах работал воспитателем в Детском санатории города Брно в Пршедклаштержи около Тишнова.
Поступив на факультет естественных наук Университета имени Масарика в Брно, по окончании в 1950 году получил квалификацию учителя математики и физики. В 1948—1950 годах — доцент Института экспериментальной физики факультета естественных наук Университета. Спустя два года Черногорскому, защитившему диссертацию «Mikrostrukturní analysa Röntgenovými paprsky» (Микроструктурный анализ с помощью Х-лучей) в том же Университете была присвоена степень доктора естественных наук (PhD). С 1950 по 1953 год занимал должность ассистента кафедры физики факультета естественных наук, с 1953 по 1956 год — доцента. В 1956—1967 годах Черногорский — научный сотрудник, заведующий физическим отделом Лаборатории по изучению свойств металлов Чехословацкой академии наук, созданной при Институте свойств металлов Чехословацкой академии наук (позднее — Институт физики материалов Чешской академии наук).
В 1963 году Чехословацкая академия наук в Праге присудила Черногорскому степень кандидата наук. С 1967 года занимал должность доцента в альма-матер — Университете имени Масарика в Брно. В 1972—1988 годах — доцент кафедры экспериментальной физики факультета естественных наук. В 1990 году стал профессором факультета естественных наук этого университета.
В 1992 году занял пост ректора вновь созданного Силезского университета в Опаве, занимал эту должность до 1998 года. Не считал свой отъезд из Брно жертвой, но необходимостью быть полезным. Впоследствии одна из аудиторией нового университета будет названа в его честь. Стоял у истоков создания Чешской конференции ректоров и был её первым канцлером.
Был удостоен золотой медали Университета имени Масарика (1993), премии Brno City Awards (2021) и многих других наград. В 2011 году Научное общество Чешской Республики наградило его медалью «За заслуги перед наукой».
Преподавательскую деятельность вёл вплоть до учебного года 2020/21, в котором начались ограничения в связи с мерами по борьбе с COVID.
Мартин Черногорский скончался 9 февраля 2024 года пережив свой столетний юбилей. На вопрос о том, как он воспринимает достижение столетнего возраста, ответил :

«Никак, как будто этого не случилось»
Оригинальный текст (чешск.)Nijak, jako by toho nebylo